# Ил Каприоло (Ређо Емилија)
Ил Каприоло је насеље у Италији у округу Ређо Емилија, региону Емилија-Ромања.
Према процени из 2011. у насељу је живело 294 становника. Насеље се налази на надморској висини од 102 м.